# Kinjite – Tödliches Tabu
Kinjite – Tödliches Tabu ist ein amerikanischer Film aus dem Jahr 1989 von Regisseur J. Lee Thompson.

## Handlung
Der japanische Geschäftsmann Hiroshi Hada erlebt in der Tokioter U-Bahn einen Fall von Chikan. Er ist über das passive Verhalten einer Frau erstaunt, die dadurch belästigt wird, dass sich ein Mann an ihr reibt. Als er in Los Angeles ankommt, versucht er selbiges an einer Amerikanerin auszuprobieren, die sich allerdings belästigt fühlt und anfängt zu schreien. Sie ist die Tochter des Lt. Crowe, den dieser Vorfall zu einer Aversion auf Asiaten veranlasst. Als Hiroshi Hadas Tochter Fumiko entführt wird, übernimmt Crowe den Fall. Er kann Fumiko aus der Prostitution bei dem Gangsterboss Duke befreien. Als es danach zu einem Zusammentreffen der Familien Hada und Crowe kommt, bemerkt Crowes Tochter, dass dies der Mann war, der sie belästigt hat. Fumiko nimmt sich kurze Zeit später wegen ihres Traumas das Leben. Crowe liefert sich schließlich ein Gefecht mit Duke, verhaftet ihn und bringt ihn in einen Gefängnistrakt, in dem diesem Anspielungen auf sexuellen Missbrauch gemacht werden. Als Duke im Gefängnis vor Angst zu schreien beginnt, verlässt Crowe das Gebäude.

## Kritik
„Sensationsbetontes, äußerst effektvoll inszeniertes Actiondrama, fragwürdig einmal mehr durch die Rechtsauffassung: ein Polizist darf ungestraft seinen Rachedurst löschen.“

## Hintergrund
- Der Film wurde in Los Angeles sowie in Tokyo gedreht.[3]
- Kinjite – Tödliches Tabu stellte die insgesamt neunte und auch letzte Zusammenarbeit von Charles Bronson und Regisseur J. Lee Thompson dar. Zudem war es der letzte Film, der unter Thompsons Regie entstand.[4]
- Im Juni 2015 wurde die Indizierung des Films aufgehoben. Die FSK vergab nach einer Neuprüfung im August 2017 eine Freigabe ab 18 Jahren.[5]